# Camp-Perrin
Camp-Perrin (Haïtiaans-Creools: Kanperen) is een stad en gemeente in Haïti met 45.000 inwoners. De plaats ligt op het schiereiland Tiburon, 21 km ten noordwesten van de stad Les Cayes. De gemeente maakt deel uit van het arrondissement Les Cayes in het departement Sud.
Er wordt cacao, limoenen, bananen, koffie en suikerriet verbouwd. Ook wordt er vee gehouden en vindt er industriële verwerking van koffie plaats. Verder wordt er bruinkool gevonden.

## Indeling
De gemeente bestaat uit de volgende sections communales:
| Nr. | Naam         | Km²   | Inw.2015 |
| --- | ------------ | ----- | -------- |
| 1   | Levy Mersan  | 26,48 | 14.995   |
| 2   | Champlois    | 72,67 | 19.435   |
| 3   | Tibi Davezac | 34,62 | 10.613   |